# Аргхакханчи (район)
Аргхакханчи (непальск. अर्घाखाँची जिल्ला) — один из 75 районов Непала. Входит в состав зоны Лумбини, которая, в свою очередь, входит в состав Западного региона страны. Административный центр — город Сандхикхарка.
Граничит с районом Гулми (на севере), районом Палпа (на востоке), районом Рупандехи (на юго-востоке), районом Капилвасту (на юге), районами Пьютхан и Данг зоны Рапти (на западе). Площадь района составляет 1193 км². Высота территории района изменяется от 305 до 2575 м над уровнем моря.
Население по данным переписи 2011 года составляет 197 632 человека, из них 86 266 мужчин и 111 366 женщин. По данным переписи 2001 года население насчитывало 208 391 человек. 97,03 % населения исповедуют индуизм; 1,92 % — буддизм; 0,90 % — ислам и 0,11 % — христианство.